# アッシュダウンの戦い
アッシュダウンの戦い(アッシュダウンのたたかい、英語:Battle of Ashdown)とは、871年1月8日に西サクソン人がデーン人を打ち破った戦闘である。戦闘地は定かではないが、現在のイギリスにおけるバークシャー地方にあるモールスフォード村ではないかと言われている他の作家の中には、アルドウォース村の少し北側、ローベリーヒルの南東に位置するスターべオール周辺で行われたと主張する者もいる
。

## 戦闘までの流れ
大異教軍のページを参照。

## 戦闘直近の経過
西サクソン人はエゼルレッド王と、その弟でのちに 大王 と称されることとなるアルフレッドに率いられており、ヴァイキングの軍団(大異教徒軍という)は、はるばるデンマークからヴァイキングの援軍として駆けつけた、デンマーク・ジュート地方の領主バイセジュと大異教徒の司令官ハールヴダン・ラグナルスソンらに率いられていた。この戦いの詳細はアングロサクソン年代記や、ウェセックスの修道士アッサーが記したアルフレッド大王の伝記『アルフレッド王の生涯』に詳しく記載されている。
865年から870年にかけて、ヴァイキングは大挙してスカンディナヴィアからイングランドに押し寄せ、当時4つ存在したサクソン人の王国のうち２つ、ノーサンブリア王国・イーストアングリア王国を征服した。そして870年の終わり頃、ヴァイキングはウェセックス王国を征服するべく、征服し終えたイーストアングリアからレディングに向けて進軍し、12月28日、レディングに到着した。着陣してから3日後、ヴァイキングは多勢の襲撃部隊を派遣したが、バークシャー領主のエゼルウルフが指揮する徴募兵により、エングフィールドの戦いにおいて打ち破られてしまった。しかしながらヴァイキングの敗戦からたった4日後、ウェセックス王エゼルレッドとその弟アルフレッド率いるウェセックス本軍はレディングの戦いにてヴァイキングに敗れてしまった。

## 戦闘
レディングの戦いから4日たった1月8日ごろ、ヴァイキングとサクソン人はアッシュダウンにて再び交戦した。ヴァイキングは戦場にサクソン人より先に着陣し、尾根に沿って陣を構えた。彼らは自軍を二手に分け、バイセジュとハールフダーンの両王が一手を率い、もう一手は他のアールたちが率いた。サクソン人がこの知らせを斥候から聞き、彼らはヴァイキングの戦法を真似し、ヴァイキングに対峙することにした。エゼルレッドはウェセックス軍の野営地に籠りミサを開くと同時にアルフレッドは自軍を率いて戦場に向かった。ヴァイキング・サクソン人共に盾の壁 を自軍の前面に構築した。エゼルレッドはミサの祈りを短縮することはなく、単独で戦場に向かったアルフレッドはデーン人の軍勢に取り囲まれたり、圧倒されたりするリスクを負ったまま戦闘に入った。サクソン人はヴァイキングが陣取る丘の上に向かって一斉に突撃し、戦闘は小さな棘のある木の周りで熾烈に繰り広げられた。戦闘はサクソン人の勝利に終わった。『アングロサクソン年代記』・『アルフレッド大王の生涯』には、 アルフレッドの活躍によりサクソン人はヴァイキングを打ち破ることができた として、アルフレッドの活躍を強調されているものの、アメリカ海軍兵学校歴史学教授リチャード・アベルは、この戦闘はエゼルレッドの狙ったヴァイキングに対する不意打ちが功を成したことでサクソン人がヴァイキングを打ち破るのに成功した、と説明している。ヴァイキングは多くの損害を被り、指導者の1人、バイセジュをはじめ、5人のアールたちが死んだ。サクソン人は戦闘後も、逃げるヴァイキングを追って日が落ちるまで追撃を続けた。この戦闘はサクソン人の勝利で終わったものの、続くベイズの戦い、マートンの戦いにおいてサクソン人はヴァイキングに敗れてしまったことで、アッシュダウンでのサクソン人の勝利は続く戦争にあまり影響を与えなかった。その年の4月15日、イースターが終わった直後、エゼルレッドは亡くなり、ウェセックス王位はアルフレッドが継いだ。
アッシュダウンの戦いの日付は、アングロサクソン年代記の記述と、シェアボーン司教ヘフマンドが871年3月22日、マートンの戦いで戦死した、という二つの事柄により割り出されている。アングロサクソン年代記によると、ベイズの戦いはマートンの戦いの約2ヶ月前に起こったとされ、これよりベイズの戦いは1月22日、アッシュダウンの戦いはベイズより14日前とされ、これよりアッシュダウンは1月8日、レディングの戦いはアッシュダウンより4日前とされ、これやりレディングは1月4日、エッジフィールドの戦いはレディングより4日前とされ、エッジフィールドは870年12月31日、そして、ヴァイキングのレディング到着はエッジフィールドの戦いの3日前とされ、12月28日にヴァイキングはレディングに着いたと考えられている。ベイズの戦いとマートンの戦いとの間の2ヶ月という期間は厳密ではない可能性もあり、より短期間でこの２つの戦いが発生した可能性もある。

## メモ
1. ↑  John Peddie argues the case for locating the Battle of Ashdown at Kingstanding Hill in Moulsford[1]